# Clapham, West Sussex
Clapham är en ort och civil parish i Storbritannien.   Den ligger i grevskapet West Sussex och riksdelen England, i den södra delen av landet, 80 km söder om huvudstaden London. Clapham ligger 42 meter över havet och antalet invånare är 275.
Terrängen runt Clapham är huvudsakligen platt, men åt nordost är den kuperad. Havet är nära Clapham söderut.  Närmaste större samhälle är Worthing, 6,1 km sydost om Clapham. 